# Nam Thuam
Nam Thuam (auch Namthuam oder Nam Tuam, Thai: น้ำท่วม) war zwischen 1322 und 1324 der Herrscher von Chiang Mai (Lan Na), heutiges Nord-Thailand.
Nam Thuam war der Enkel von Mengrai und der Sohn von König Chai Songkhram von Lan Na. Er gelangte mit Billigung seines Vaters auf den Thron, nachdem er seinen treulosen Bruder Khruea aus Mueang Nai gestürzt hatte, der in Abwesenheit seines Vaters Chiang Mai einnahm und sich selbst zum König machen wollte. Nam Thuam blieb von 1322 bis 1324 auf dem Thron von Lan Na. Da sein Vater ihm aber zu misstrauen begann, sandte er ihn als Gouverneur nach Keng Tung (im heutigen Birma).